# Годогані (Мартвильський муніципалітет)
Годогані (груз. გოდოგანი) — село в Грузії.
За даними перепису населення 2014 року в селі проживає 40 особи.